# Макуквіно
Макуквіно (Merulaxis) — рід горобцеподібних птахів родини галітових (Rhinocryptidae). Містить 2 види.

## Поширення
Макуквіно мешкають в атлантичному лісі на південно-східному узбережжі Бразилії.

## Види
- Макуквіно малий (Merulaxis ater)
- Макуквіно великий (Merulaxis stresemanni)